# Paul Hercule Hogg
Paul Hercule Hogg, né le 11 septembre 1892 à Herisau et mort le 18 novembre 1985 à Sanary-sur-Mer, est un artiste peintre et dessinateur suisse.

## Biographie
Né à Herisau  mais d'origine fribourgeoise, Paul Hogg est le fils d’Auguste Hogg et de Marie-Aloysia-Christine née Ruegg. Il grandit sur les bords de la Sarine avant de s’inscrire au Technicum cantonal, où il a pour camarade de cours Raymond Buchs. Rapidement, il s’y sent à l’étroit et, en 1910, part pour Paris en compagnie du peintre Anton Schmid. Il étudie d’abord à l’École nationale supérieure des arts décoratifs, puis auprès de Fernand Cormon à l’École des Beaux-Arts, dans la même classe que le Russe Chaïm Soutine. Hogg est reçu sociétaire du Salon d’Automne en 1924 ; en parallèle, il expose de manière régulière tant au Salon des Tuileries qu’à celui des Indépendants. Il effectue aussi de nombreux séjours à Tunis, ainsi qu’en Algérie et en Libye.
En 1926, il épouse Berthe Affagard, artiste dramatique dont le nom de scène est Simone Fargette. Parisienne d’origine, elle s’y produit au théâtre de La Porte Saint-Martin, mais aussi dans plusieurs capitales européennes.
En 1937, il reçoit le grade de chevalier de l’ordre du Ouissam alaouite, équivalent de la Légion d’honneur, pour son travail effectué au Maroc. À l’aube de la Seconde Guerre mondiale, il quitte Paris et part s’installer en Provence, à Sanary-sur-Mer. Il y côtoie Eugène Baboulène, Yves Brayer, Léonard Foujita. Il fréquente aussi Ossip Zadkine.
Il revient pourtant régulièrement exposer à Fribourg, notamment avec la section locale de la Société des Peintres, Sculpteurs et Architectes suisses, au Salon permanent du Capitole, ainsi qu’au Musée d’art et d’histoire dont il occupera à deux reprises les cimaises. C’est toutefois dans le Midi qu’il finira ses jours et s’éteindra à Sanary en 1985.
Avant même que d’avoir connu l'Afrique du Nord et l’ocre de ses dunes, Hogg donne déjà à ses couleurs des accents méditerranéens. Peintre du soleil, il use peu de couleurs froides et donne à ses toiles un velouté qui semble résulter des vibrations de la lumière. Malgré son amour pour les paysages du Midi, il reste toutefois attaché au canton de Fribourg, où il revient tous les étés, et affectionne tout particulièrement la Gruyère dont il peint sans relâche les paysages verdoyants. Si ses œuvres revêtent un caractère si intime, c’est qu’il préfère la peinture de chevalet aux grands formats d’atelier. Hors des grands courants picturaux, Paul Hogg s’essaye brièvement au cubisme dans la foulée d’André Lhote, mais y renonce rapidement pour revenir à une peinture plus traditionnelle. Il se rapproche plutôt des peintres de la Réalité poétique, Roland Oudot, Maurice Brianchon et Jules Cavaillès en tête. Outre les paysages méditerranéens et gruériens qu’il affectionne tout particulièrement, Hogg se plaît également à la mise en scènes de natures mortes et à la représentation de figures, autoportraits, baigneuses et femmes berbères essentiellement.

## Œuvres dans des collections publiques
- Musée d'Art et d'Histoire de Fribourg Site officiel

- Musée gruérien, Bulle Site officiel